# Nemoria strigataria
Nemoria strigataria là một loài bướm đêm trong họ Geometridae.